# Fidelis von Sigmaringen

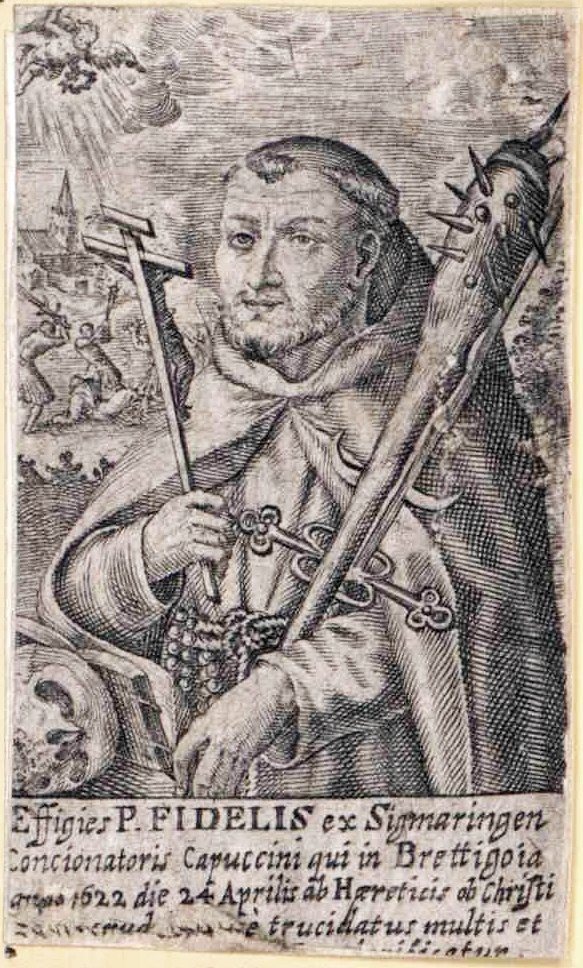
Fidelis von Sigmaringen, Stich um 1690

Der heilige Fidelis von Sigmaringen (* 1. Oktober 1578 in Sigmaringen; † 24. April 1622 in Seewis in Graubünden) war promovierter Philosoph und promovierter Jurist, katholischer Ordenspriester und Märtyrer.

## Herkunft
Fidelis (bürgerlicher Name Markus Rey oder Roy, in älteren Urkunden „Rey“, in jüngeren „Roy“) war der Sohn des Gastwirts und späteren Sigmaringer Bürgermeisters Johannes Rey. Dessen Vater Mathäus war im Jahre 1529 aus Antwerpen nach Sigmaringen gekommen und hatte Besitz und Ansehen erworben, als Graf Karl I. seine Regierung antrat, der seinerseits ebenfalls aus den Niederlanden kam.
Markus Rey wurde 1578 geboren. Seine Mutter war Genoveva Rosenberger und stammte aus Tübingen. Die Familie war im „Adler“ zuhause und lebte in jeder Hinsicht in geordneten Verhältnissen.

## Ausbildung und Wirken als Jurist
Markus Rey besuchte die heimatliche Elementarschule und studierte ab 1598 in Freiburg im Breisgau Philosophie und Rechtswissenschaft. 1603 promovierte er in Philosophie. Von 1604 bis 1610 begleitete er den Freiherrn Wilhelm von Stotzingen auf Reisen durch ganz Frankreich, Welschland (Oberitalien) und etliche „spanische Provinzen“ (d. h. die spanische Niederlande). Wie er selbst schrieb, unternahm er diese Reisen „zu mehrer Erfahrung, Weltlaufs-Ergreifung, Erlernung ausländischer Sprachen und Sitten und glücklicher Absolvierung aller Studien“. Nach Beendigung seiner Reisen blieb er noch zwei Jahre bei den Freiherren von Stotzingen, mit denen er treu verbunden blieb, und setzte zu gleicher Zeit seine Studien in den Rechtswissenschaften fort. Am 7. Mai 1611 wurde er zum Doktor beider Rechte promoviert. Nach seiner Promotion erhielt er durch Vermittlung seines Landesherrn, Landvogt Graf Karl II. von Hohenzollern-Sigmaringen in Ensisheim, dem Sitz der Verwaltung über die habsburgischen Vorlande im Elsass, im Breisgau, im Aargau sowie am Bodensee, die einträgliche Stelle eines Advokaten und Beisitzers am obersten Gerichtshof. Er machte sich als „Advokat der Armen“ einen Namen.

## Wirken im Kapuzinerorden
Entmutigt durch Misswirtschaft und Korruption trat er 1612 in den Kapuzinerorden ein, dem sein Bruder Georg als Pater Apollinaris bereits angehörte, und bekam den Ordensnamen Fidelis (der Treue). Der Orden zog ihn durch seinen Einsatz in der katholischen Erneuerungsbewegung nach dem Konzil von Trient an. Das Noviziatsjahr absolvierte er unter Leitung von Pater Mathias von Reichenau. P. Baptista von Polen war sein Lehrer. Fidelis wurde 1612 in der bischöflichen Kapelle des Münsters zu Konstanz zum Priester geweiht. Wie ernst er es im persönlichen Glaubensleben meinte, beweist sein Exerzitienbüchlein „Exercitia Seraphicae Devotionis“. Er wurde an verschiedenen Orten in der Seelsorge und in der Klosterleitung eingesetzt: 1616 zur Klostergründung in Biberach, 1617 als Prediger in Altdorf, Bludenz und Kientzheim, 1618 als Guardian in Rheinfelden, 1619 als Prediger in Feldkirch, 1620 als Oberer in Fribourg. 1621 wurde er Guardian des Kapuzinerklosters Feldkirch. Er bereiste als Missionar im Auftrag der päpstlichen Kongregation zur Ausbreitung des Glaubens die Gebiete der Schweiz.

## Missionstätigkeit in Graubünden
Von Feldkirch aus kam Fidelis mit den Vorgängen im Graubündner Land in Berührung. Dort waren die konfessionellen Auseinandersetzungen handgreiflich und durch politische Spannungen verschärft worden. Fidelis versuchte durch Predigt und Glaubensgespräche die Übergetretenen zurückzugewinnen, die Gläubigen zu festigen und die reformatorischen Prediger zu widerlegen. Als im Prättigauerkrieg im Zuge des Dreißigjährigen Kriegs österreichische Truppen Teile des Freistaats der Drei Bünde eroberten, folgte Fidelis diesen und betreute die Soldaten. Durch Papst Paul V. waren die Kapuziner mit dem formellen Auftrag der neuen päpstlichen Kongregation für die Verbreitung des Glaubens zur Mission im Prättigau betraut worden, den er, unterstützt von weiteren Kapuzinermissonaren, unermüdlich und unter ständiger Gefahr für Leib und Leben ausführte.
Fidelis begann seine Mission im Januar 1622, indem er sein Vorhaben dem Bischof von Chur, Johann Flugi, erläuterte und sich die nötigen Vollmachten geben ließ. Der Bischof veröffentlichte erneut die schon bestehenden landesherrlichen Verordnungen, die im Wesentlichen besagten, dass alle evangelischen Prediger das Land verlassen sollten, die Ausübung des zwinglianischen und calvinistischen Glaubens abzustellen sei, aber niemand zur Annahme des katholischen Glaubens gezwungen werden dürfe, jedoch für die reformierten Untertanen ein Zwang zum Besuch der Predigten bestehe. Die Verkündigung dieser Maßregeln und die – nicht von Fidelis ausgehende – militärische Unterstützung für deren Durchsetzung waren mitursächlich für die ausbrechenden Tumulte.

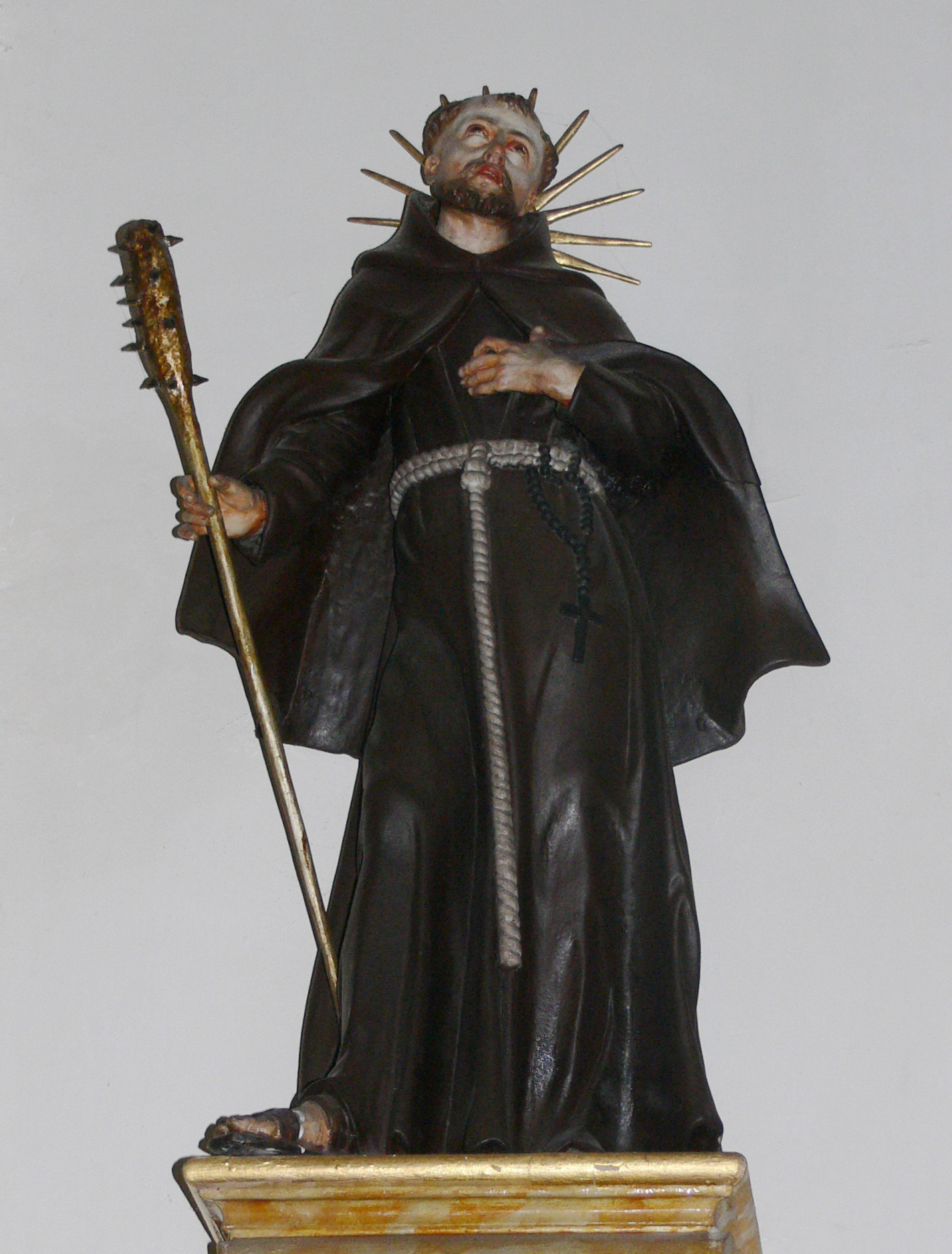
Figur des hl. Fidelis in der Klosterkirche Habsthal (18. Jahrhundert)

Im Prättigau suchte Fidelis nun trotz der Winterzeit allein eine Ortschaft nach der anderen auf und predigte in den Kirchen. Er suchte argumentativ und mit Hilfe der Heiligen Schrift die Menschen zur katholischen Lehre zu führen. Er forderte die Anhänger der protestantischen Lehren auf, ihm ihre Argumente vorzutragen, um sich damit auseinanderzusetzen, ohne jemanden zwingen zu wollen. Dies öffnete ihm die Herzen vieler Menschen; auch von seinen Gegnern wurde er respektiert. Wie erfolgreich er war, schreibt er am 6. April 1622 an den Abt von Mehrerau:

„Am Passions-Sonntag (in der Fasten) habe ich in Zizers zwei Landamanne, den Statthalter, den Landweibel mit seiner Frau und den Meßner dahin gebracht, daß sie im Angesicht aller in der Kirche Anwesenden dem Irrtume entsagten und das feierliche Bekenntnis unseres römisch-katholischen apostolischen Glaubens abgelegt haben…“

## Martyrium bei Seewis
Auf eine Einladung hin (mit der man ihn in einen Hinterhalt locken wollte) traf Pater Fidelis am 24. April 1622, nachdem er in Grüsch die Messe gefeiert hatte, in Seewis ein. Während er in der dortigen Kirche predigte, drangen Bauern, die versteckte Waffen bei sich trugen, in die Kirche ein und provozierten einen Tumult. In dem Handgemenge kamen die österreichischen Soldaten, die unter Hauptmann Jakob Kolonna Freiherr von Fels dem Kapuziner gegen seinen Willen in die Kirche gefolgt waren, um ihn vor Angriffen zu schützen, ums Leben. Fidelis verließ, ohne seine Predigt beendigen zu können, gegen den Rat des reformierten Mesners allein die Kirche. Auf dem Rückweg nach Grüsch wurde er von einer Gruppe aufständischer Bauern unter Johann und Anton Davatsch, Christian Jegga, Petrus Riederer, Christian Saxer, Gebhard von Davos, Rudolf Hildebrand von Sgiers und Ulrich Perth beschimpft und aufgefordert, seinem Glauben abzuschwören. Seine Antwort soll nach Erzählung eines der Bauern gelautet haben:

„Ich bin derjenige, welcher eure Irrtümer nach Kräften bekämpft hat; ich bin derjenige, welcher euch den katholischen Glauben, dem ich selbst aus vollster Überzeugung zugetan bin, verkündet hat, ich bin zu euch gekommen, eure traurigen Irrlehren auszurotten, nicht aber um dieselben anzunehmen; seht zu, dass euch diese Tat nicht gereue.“

Daraufhin starb er zwischen 10 und 11 Uhr durch zahlreiche Hiebe und Stiche am ganzen Körper. Auf ähnliche Weise war bei Grüsch Anton von Gugelberg, Graf von Malang, umgebracht worden, als er sich zum katholischen Glauben bekannt hatte.

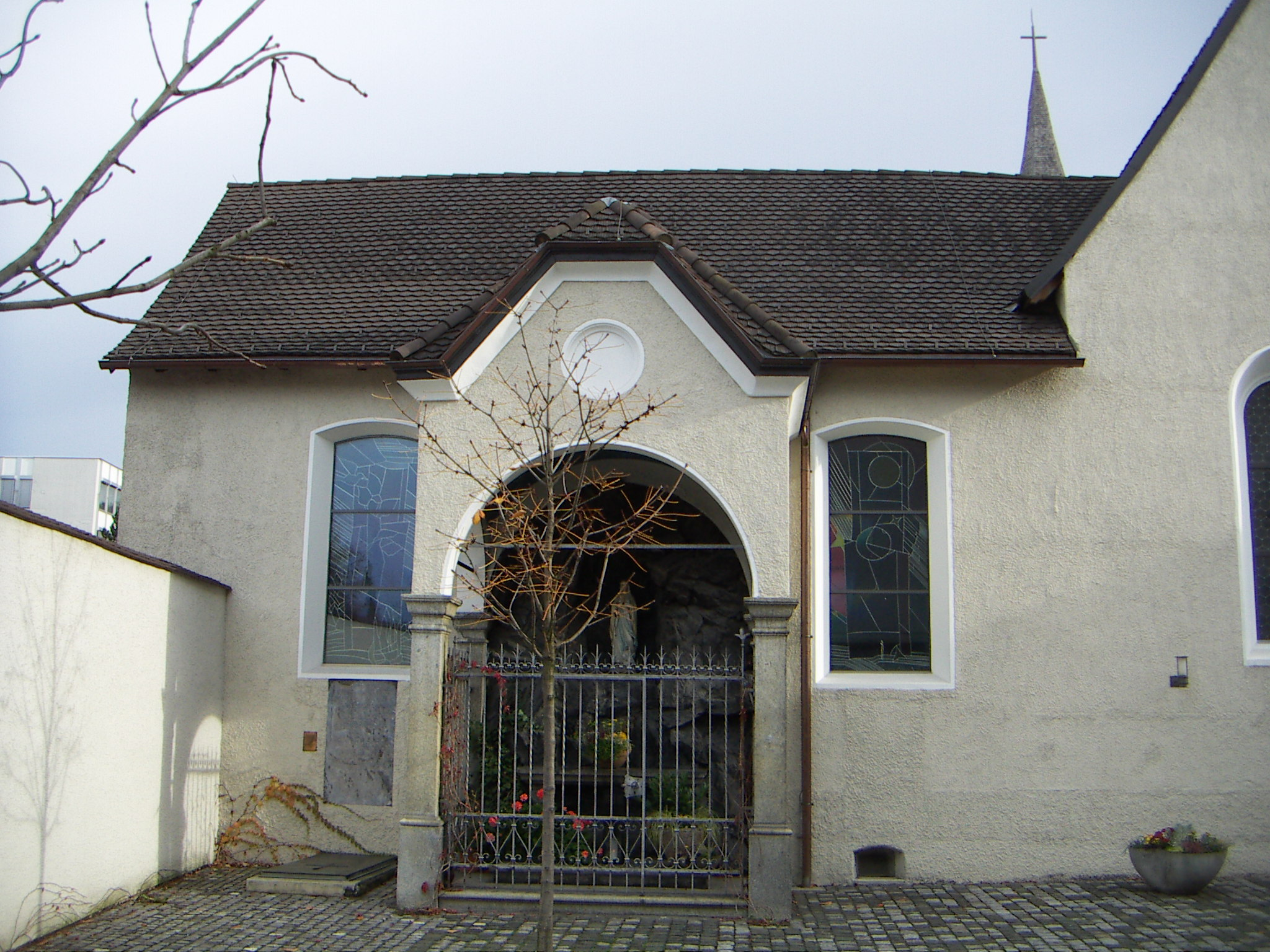
Fideliskapelle im Kapuzinerkloster Feldkirch

Sein Leichnam wurde vorläufig neben der Kirchenmauer beerdigt. Aus seinem Grab soll eine wundersame Blume gewachsen sein. Ein halbes Jahr später wurde der Leib übertragen und in Chur beigesetzt, während sein Haupt und die linke Hand ins Kapuzinerkloster nach Feldkirch kamen.

## Heiligsprechung und Verehrung
Am 5. Oktober 1729 wurde der als Erstlingsmärtyrer des Kapuzinerordens angesehene Fidelis in Immenstadt selig- und am 29. Juni 1746 von Papst Benedikt XIV. zusammen mit Kamillus von Lellis heiliggesprochen. Sein Haupt wird heute als Reliquie im Kapuzinerkloster Feldkirch aufbewahrt. In der Immenstädter Kapuzinerkirche Sankt Joseph wurde 1730 eine Fideliskapelle angebaut.

### Gedenktag
- Katholisch: 24. April (Nichtgebotener Gedenktag im Allgemeinen Römischen Kalender)

### Verehrung in Sigmaringen

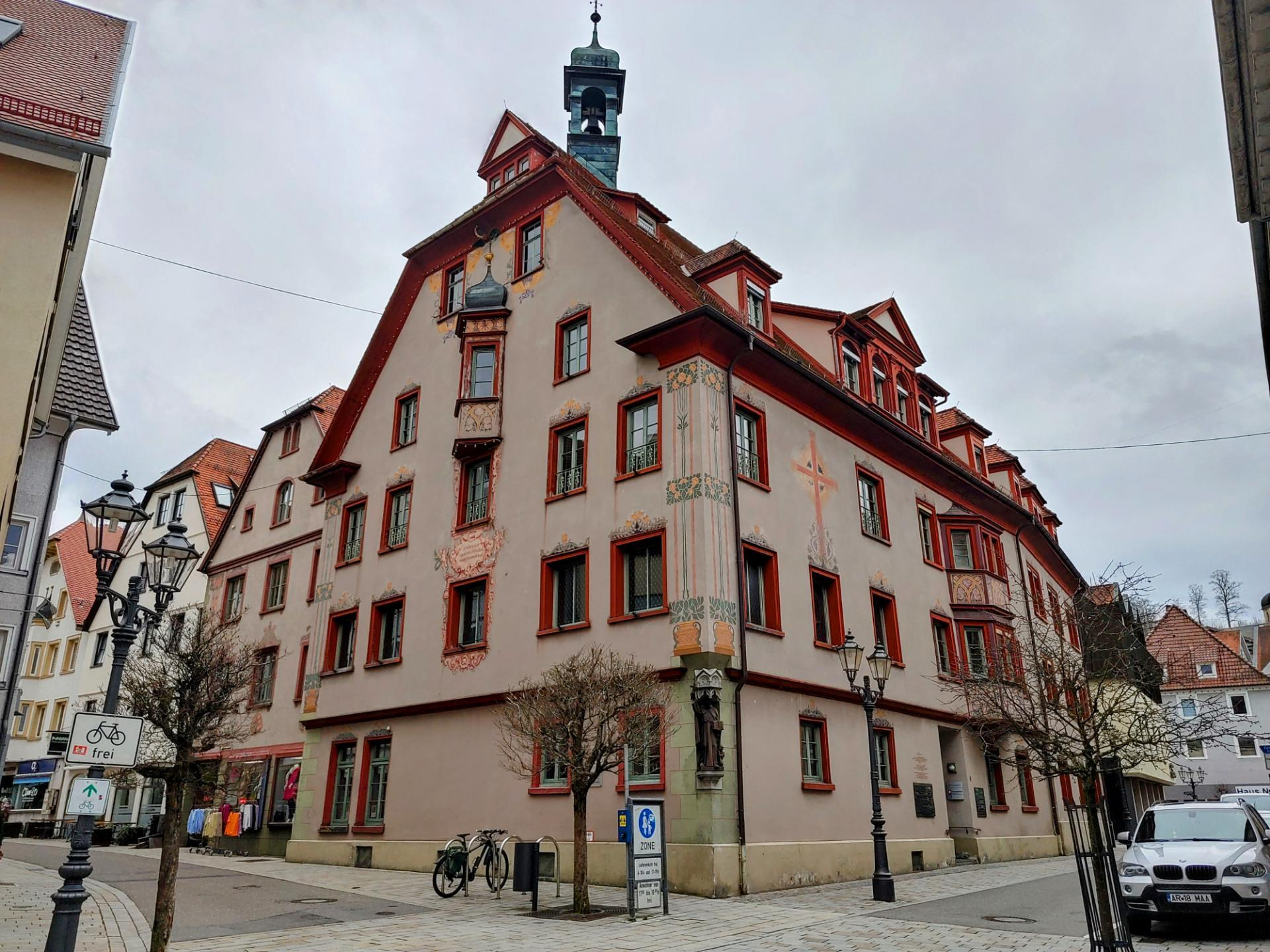
Das Fidelishaus in Sigmaringen

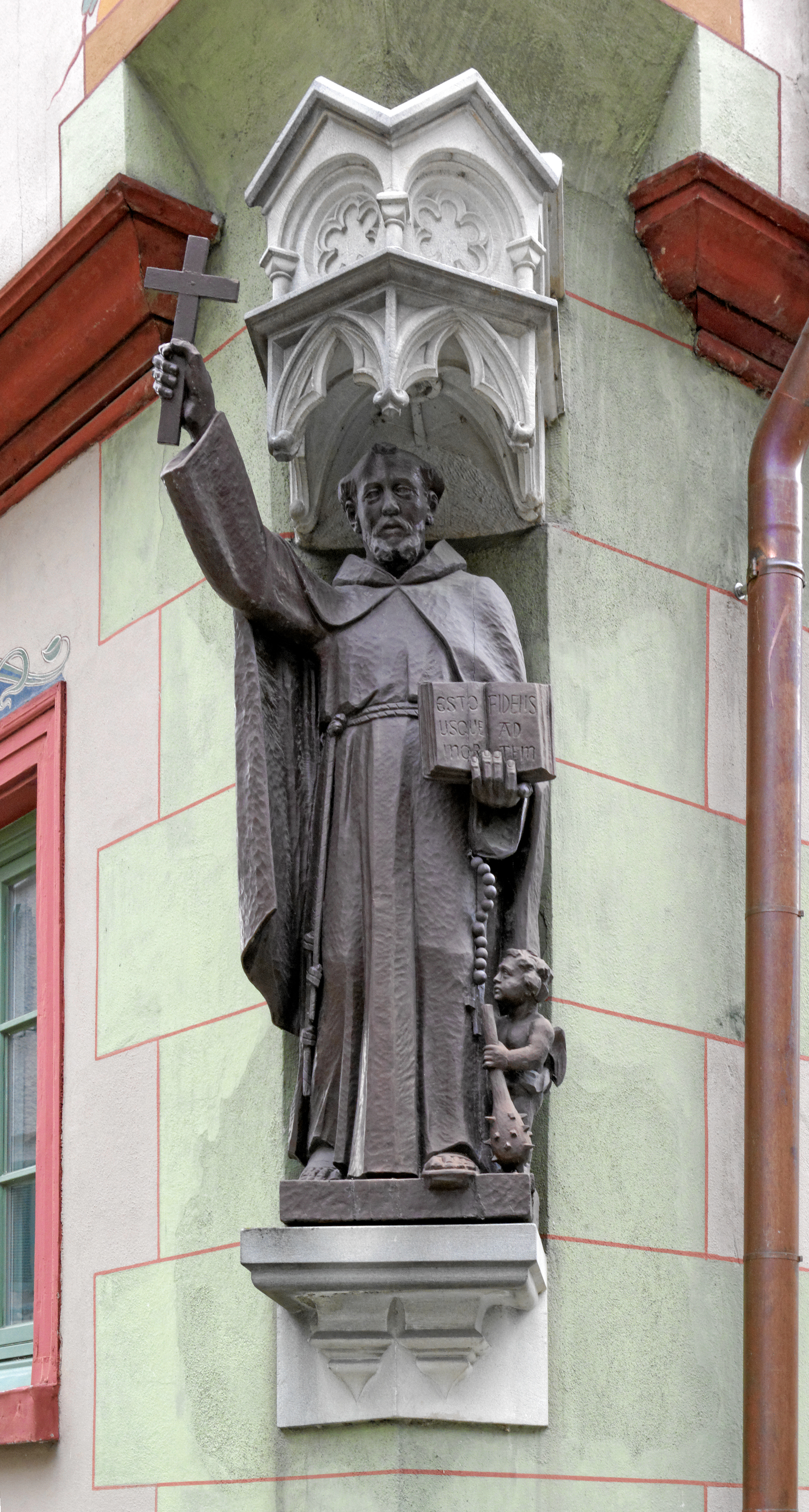
Statue am Fidelishaus

Fidelis ist der Stadtpatron von Feldkirch und Sigmaringen, Patron von Hohenzollern und des entsprechenden Teils der Erzdiözese Freiburg, Patron der Juristen, in Gerichtsangelegenheiten und für die Ausbreitung des Glaubens. Im Sigmaringer Stadtteil Hanfertal ist ihm eine Kirche geweiht, die Fideliskirche. Außerdem ist er der Familienpatron der Freiherrn von Stotzingen.
In seinem Geburtshaus in Sigmaringen (Fidelishaus) war ab 1856 das Erzbischöflichen Studienheim St. Fidelis untergebracht, nachdem es von Pfarrer Thomas Geiselhart ersteigert worden war. Heute sind hier das Bezirkskantorat und die Caritas untergebracht.
Ab Mitte des 19. Jahrhunderts wurden in Sigmaringen am Fidelistag große Prozessionen durch die Stadt abgehalten, an denen die Ortsgeistlichen, die Franziskaner von Gorheim, die Zöglinge des Fideliskonvikts und viele andere Gläubige teilnahmen. Mitgeführt wurden dabei Reliquien des Heiligen, darunter die Wiege des Stadtpatrons, die heute im Fidelisaltar der Stadtpfarrkirche St. Johann aufbewahrt wird.
Der Fidelistag war bis 1937 ein offizieller örtlicher Feiertag. Danach wurden noch bis zum Jahr 1944 am Fidelistag Gottesdienste mit Prozessionen im unmittelbaren Umkreis der Pfarrkirche abgehalten. In der Nachkriegszeit wurden die Fidelisprozessionen zunächst wieder aufgenommen, der Fidelistag, ab 1954 nicht mehr als kirchlicher Feiertag geschützt, verlor an Bedeutung. Ab 1968 wurde das Fest des Heiligen dann jeweils am ersten Sonntag nach dem 24. April gefeiert.
Einige Jahre später aber erfuhr der Fidelistag wieder eine Aufwertung. So wurden ab 1979 wieder kleinere Prozessionen durchgeführt und seit 1992 wieder große Lichterprozessionen jeweils am 24. April nach einem Gottesdienst in der Stadtpfarrkirche. Daran nahmen in der jüngeren Vergangenheit auch hohe geistliche Würdenträger wie Robert Zollitsch, Jean-Claude Périsset oder Karl Lehmann teil.
Die Bedeutung des heiligen Fidelis für Sigmaringen kann man auch daran erkennen, dass sich bis heute alteingesessene Familien ihrer Verwandtschaft mit ihm rühmen. Gestandene Männer bekennen noch heute ihren Stolz darauf, als Kinder oder Jugendliche einmal die Fideliswiege bei der großen Prozession mitgetragen zu haben.
Während des Zweiten Weltkriegs wähnten sich die Sigmaringer unter besonderem Schutz ihres Stadtpatrons. Es heißt im Volksmund, dass nur das Wirken des Heiligen Fidelis die Stadt im April 1945 vor der geplanten Vernichtung durch einen Bombenangriff bewahrt habe. Der damalige Stadtpfarrer Norbert Beuter soll am Fidelistag 1945 in der Kirche gesagt haben: „Der Heilige Fidelis hat seine Heimatstadt vor schwerem Leid bewahrt. Danket ihm!“

## Ikonografie
Darstellungen von Fidelis zeigen ihn meist als Kapuziner mit Palme, Streitkolben und Schwert.

## Bauernregel
Eine dem katholischen Namenstag am 24. April entsprechende Bauern- bzw. Wetterregel lautet „Wenn’s friert an Sankt Fidel, bleibt’s 15 Tag noch kalt und hell“.